# Raindance Film Festival

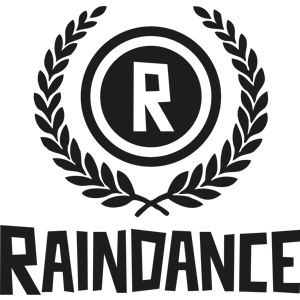
Raindance logotyp

Raindance är en oberoende filmfestival och filmskola med verksamhet i bland annat London, Los Angeles, New York, Vancouver, Toronto, Montreal, Budapest, Berlin och Bryssel. Festivalen grundades 1992 av Elliot Grove i syfte att ge en röst åt brittiskt filmskapande.[källa behövs] och visar både långfilmer och kortfilmer av filmskapare från hela världen. Publiken består av filmköpare, branschfolk, journalister, filmfantaster och regissörer.

## Tidslinje
- 1992 – Raindance filmskola grundas - Raindance Film School.
- 1993 – Raindance Film Festival lanseras, världspremiär för Gilbert Grape.
- 1994 – Pulp Fiction har sin brittiska premiär på Raindance.
- 1998 – Raindance grundar British Independent Film Awards som hyllar prestationerna inom brittiskt oberoende filmskapande.
- 2000 – Christopher Nolans Memento har brittisk premiär på Raindance.
- 2003 – Raindance lanserar världens första tävling för 15-sekundersfilmer tillsammans med Nokia.
- 2004 – The Independent Film Trust grundas av Raindance – en välgörenhetsorganisation som stödjer oberoende filmskapande och erbjuder stipendier och utbildning till utsatta grupper, från barn i storstadsskolor till flyktingar och personer med psykisk ohälsa.
- 2008 – Raindance visar Once, som senare vinner en Oscar för bästa sång.
- 2009 – Down Terrace, Ben Wheatleys debutfilm, har premiär på Raindance.[2]
- 2012 – Kortfilmer som visas på Raindance blir kvalificerade för Oscarsnomineringar.
- 2013 – Raindance lanserar initiativet Raw Talent och producerar filmen Love.Honour.Obey.[3]
- 2015 – startar utbildning i 360/VR-berättande. [4]
- 2016 – instiftar Auteur Award och tilldelar det första priset till Ken Loach.[5]
- 2016 – lanserar VRX Awards and Showcase, ett pris och visningsprogram för film inom virtuell verklighet.[6]
- 2017 – delar ut den andra Auteur Award till Guy Ritchie, som beskrivs som en “framstående gestalt” som blåst “nytt liv i brittisk film” med sina “kultförklarade gangsterkomedier”.[7]
- 2017 – Raindance firar sitt 25-årsjubileum.[8][9]
- 2018 –Den tredje Auteur Award delas ut till Terry Gilliam, som under fyra decennier har “trollat fram fantastiska visuella berättelser praktiskt taget ur tomma intet”.[10]

Den här artikeln är helt eller delvis baserad på material från engelskspråkiga Wikipedia.